# USS Charles R. Greer (DE-23)
USS Charles R. Greer (DE-23) là một tàu hộ tống khu trục lớp Evarts được Hải quân Hoa Kỳ chế tạo trong Chiến tranh Thế giới thứ hai. Nó là chiếc tàu chiến duy nhất của Hải quân Mỹ được đặt theo tên Binh nhất Thủy quân Lục chiến Charles Rogers Greer (1920–1942), người đã tham gia trận phòng thủ tại Corregidor, Philippines vào giai đoạn mở màn Thế Chiến II, và được trao tặng Huân chương Ngôi sao Bạc, trở thành quân nhân Thủy quân Lục chiến đầu tiên được trao tặng huân chương Lục quân. Nó đã phục vụ cho đến khi chiến tranh kết thúc, xuất biên chế vào ngày 2 tháng 11 năm 1945 và xóa đăng bạ vào ngày 16 tháng 11 năm 1945. Con tàu bị bán để tháo dỡ vào ngày 1 tháng 2 năm 1947. Charles R. Greer được tặng thưởng hai Ngôi sao Chiến trận do thành tích phục vụ trong Thế Chiến II.

## Thiết kế và chế tạo
Những chiếc thuộc lớp tàu khu trục Evarts có chiều dài chung 289 ft 5 in (88,21 m), mạn tàu rộng 35 ft 1 in (10,69 m) và độ sâu mớn nước khi đầy tải là 8 ft 3 in (2,51 m). Chúng có trọng lượng choán nước tiêu chuẩn 1.140 tấn Anh (1.160 t); và lên đến 1.430 tấn Anh (1.450 t) khi đầy tải. Hệ thống động lực bao gồm bốn động cơ diesel General Motors Kiểu 16-278A nối với bốn máy phát điện để vận hành hai trục chân vịt; công suất 6.000 hp (4.500 kW) cho phép đạt được tốc độ tối đa 21 kn (24 mph; 39 km/h), và có dự trữ hành trình 4.150 nmi (4.780 mi; 7.690 km) khi di chuyển ở vận tốc đường trường 12 kn (14 mph; 22 km/h).
Vũ khí trang bị bao gồm ba pháo 3 in (76 mm)/50 cal trên tháp pháo nòng đơn có thể đối hạm hoặc phòng không, một khẩu đội 1,1 inch/75 caliber bốn nòng và chín pháo phòng không Oerlikon 20 mm. Vũ khí chống ngầm bao gồm một dàn súng cối chống tàu ngầm Hedgehog Mk. 10 (có 24 nòng và mang theo 144 quả đạn); hai đường ray Mk. 9 và tám máy phóng K3 Mk. 6 để thả mìn sâu.
Charles R. Greer được đặt lườn như là chiếc BDE-23 tại Xưởng hải quân Mare Island, ở Vallejo, California vào ngày 7 tháng 9 năm 1942. Tuy nhiên Hải quân Hoa Kỳ quyết định giữ lại con tàu, xếp lại lớp thành DE-23 vào ngày 25 tháng 1 năm 1942. Nó được hạ thủy vào ngày 18 tháng 1 năm 1943; được đỡ đầu bởi bà Steven M. Greer, mẹ Binh nhất Greer, và nhập biên chế vào ngày 25 tháng 6 năm 1943 dưới quyền chỉ huy của Hạm trưởng, Đại úy Hải quân N. C. Sutton.

## Lịch sử hoạt động
Sau khi hoàn tất việc chạy thử máy dọc theo vùng bờ Tây, Charles R. Greer được phân về Hạm đội Thái Bình Dương, và khởi hành từ San Francisco, California, vào ngày 5 tháng 9, 1943 cho chuyến đi hộ tống vận tải đầu tiên, hướng đến Trân Châu Cảng, Hawaii, nơi sẽ là căn cứ hoạt động chính của nó cho đến tháng 10, 1944. Nó làm nhiệm vụ hộ tống các đoàn tàu vận tải đi lại giữa vùng bờ Tây và Funafuti thuộc quần đảo Ellice, và tiếp tục đến các quần đảo Gilbert và Marshall. Vào đầu tháng 12, 1943, nó tham gia vào thành phần hộ tống cho lực lượng tàu vận tải chuyển quân đến Abemama thuộc quần đảo Gilbert, nơi sẽ xây dựng một căn cứ không quân quan trọng. Sang tháng tiếp theo nó bảo vệ cho việc chuyển quân đến Majuro.
Từ tháng 10, 1944 đến tháng 2, 1945, Charles R. Greer phục vụ hộ tống các đoàn tàu vận tải đi lại giữa Ulithi với Eniwetok, Guam và Trân Châu Cảng. Tại một vị trí ngoài khơi Ulithi vào ngày 20 tháng 11, 1944, đoàn tàu của nó bị một máy bay Nhật tấn công, nhưng hỏa lực phòng không của các con tàu hộ tống trong đoàn đã đánh đuổi kẻ tấn công đơn độc. Con tàu được đại tu tại vùng bờ Tây trước khi quay trở lại Trân Châu Cảng vào tháng 4, 1945, nơi nó làm nhiệm vụ huấn luyện cho đến cuối tháng 6. Sau đó nó hoạt động tuần tra chống tàu ngầm và hộ tống vận tải tại khu vực quần đảo Marshall cho đến khi chiến tranh kết thúc.
Charles R. Greer khởi hành từ Eniwetok vào ngày 31 tháng 8 để hướng đến đảo Wake, nơi nó tiếp nhận đầu hàng của lực lượng Nhật Bản tại đây vào ngày 4 tháng 9. Sau đó nó quay trở về Trân Châu Cảng, nơi nó được cho xuất biên chế vào ngày 2 tháng 11, 1945. Con tàu bị bán để tháo dỡ vào ngày 1 tháng 2, 1947.

## Phần thưởng[3]
|  |                           |  |
|  | Bronze star · Bronze star |  |

| Dãi băng Hoạt động Tác chiến (truy tặng) |                                                                         |                                                                         |                                      |
| Huân chương Chiến dịch Hoa Kỳ            | Huân chương Chiến dịch Châu Á-Thái Bình Dương với 2 Ngôi sao Chiến trận | Huân chương Chiến dịch Châu Á-Thái Bình Dương với 2 Ngôi sao Chiến trận | Huân chương Chiến thắng Thế Chiến II |